# Кочегарово (Якутия)
Кочегарово (якут. Кочегарово) — село в Олёкминском районе Республики Саха (Якутия) России. Входит в Дабанский наслег.
Население составляет 0 чел. (2021).

## География
Село находится в юго-западной части Якутии,  в пределах левобережной части долины реки Лены, в 109 километрах от Олёкминска.
Климат
Климат характеризуется как резко континентальный. Средняя температура воздуха самого тёплого месяца (июля) составляет 18 °C; самого холодного (января) — −30 − −35 °C. Среднегодовое количество атмосферных осадков составляет 200—300 мм.

## История
Согласно Закону Республики Саха (Якутия) от 30 ноября 2004 года N 173-З N 353-III село  вошло в образованное муниципальное образование  Дабанский наслег.

## Население
| 2002 | 2010 | 2021 |
| ---- | ---- | ---- |
| 10   | ↘3   | ↘0   |

Национальный состав
Согласно результатам переписи 2002 года, в национальной структуре населения русские составляли  80  % от общей численности населения в 10 чел..

## Транспорт
Автозимник Олёкминск — Южная Нюя.